# 鷹の湯温泉
鷹の湯温泉（たかのゆおんせん）は秋田県湯沢市秋ノ宮にある温泉。秋ノ宮温泉郷のひとつである。

## 泉質
- ナトリウム - 塩化物泉
  - 源泉温度 72℃
  - 加水・源泉掛け流し
  - 湯色は無色透明。飲泉可。

## 温泉地
日本秘湯を守る会会員の一軒宿がある。役内川河畔に位置し、長期滞在の自炊棟も併設している。11時から14時までなら日帰り入浴も可能。
男女別の内湯・露天風呂、混浴の露天風呂がある。内湯のひとつは、水深130cmの「立ち湯」となっており、この温泉の名物でもある。露天風呂は役内川に面し、特に秋の紅葉が素晴らしい。

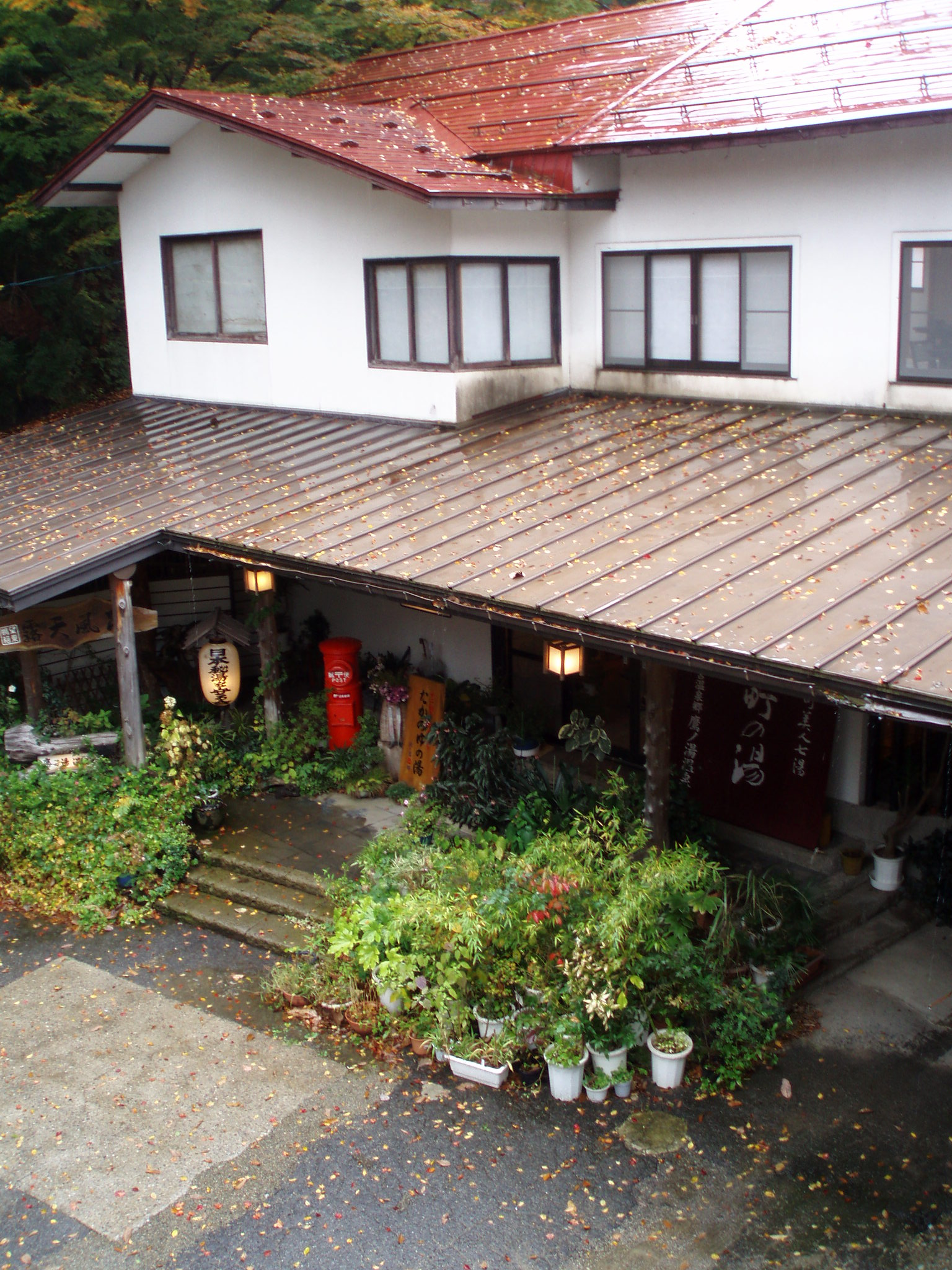
旅館入口

## 歴史
8世紀、養老年間に行基が発見したとの伝承がある。秋田県内の温泉では最も歴史が古い。江戸時代の頃までは、わらじに使う藁をこの湯で煮ていたことから「煮藁湯」と呼ばれていた。その後、猟師の使う鷹がこの温泉で体を休めていたことから現在の名前になった。
1885年（明治18年）に現在の宿が開業した。2022年（令和4年）に原因不明の源泉の温度低下と湯量減少が発生した。

## アクセス
- 自動車
東北自動車道古川ICから国道47号・国道108号経由で約70km、90分。
- JR
奥羽本線横堀駅からタクシー約20分。
- 宿泊の場合は事前に連絡を入れていれば奥羽本線横堀駅までの送迎がある。